# おたる運がっぱ
おたる運がっぱ（おたるうんがっぱ）は、河童をモチーフとした北海道小樽市のマスコットキャラクター。小樽観光協会推奨のご当地キャラクター。

## 概要
小樽市内の印刷会社である株式会社石井印刷が、小樽市独自の土産物販売の新業態として自社ブランド「小樽紙匠堂」を2006年（平成18年）に発足。同時期、小樽の歴史に関連し、地元の名物になるような小樽の独自のキャラクターとして同社社員により考案された。
設定上では河童の子供で、ガラスの浮き玉（漁具）に乗っての1人旅の途中で小樽運河に流れ着き、そのまま住み着いたとされる。紙匠堂では同時期にこれを含む4体のキャラクターが製作されており、おたる運がっぱはその内の主人公に位置づけられている。

## プロフィール
- 性別：男[6]
- 誕生日：6月23日[6]
- 出身地：とおいくに[5][7]
- 趣味：散歩、釣り[7]
- 特技：三線の演奏[6]
- 好きな食べ物：ウニ丼、道産アスパラ[5]

## 関連商品
石井印刷からは携帯電話用ストラップや各種文具、絵本、クリスマス企画グッズ、入試シーズンに合わせた合格祈願グッズ、小樽市内の製パン業者との共同製作による菓子パン、交通事故防止用の夜光反射材など、関連商品が多彩に展開されている。小樽観光協会による観光客向けの無料貸し出し傘のキャラクターとしても採用されている。
2011年（平成23年）春には石井印刷により、市内の廃線である旧手宮線を舞台としたクレイアニメ『運がっぱとオンボロせんろのおはなし』が制作され、YouTubeで配信されている。
翌2012年（平成24年）4月からは、石井印刷よりフリーペーパー『がっぱりおたる』が発刊され、運がっぱによる小樽の名所紹介、各種イベント紹介などの記事が掲載されている。

## 活動
2012年夏には着ぐるみが完成。石井印刷の社員が日常業務の傍らで着用して小樽運河や市内の観光名所に出没し、クイズ、ゲーム、小樽観光の宣伝活動、記念撮影などで小樽市民や観光客たちの人気を博している。
2012年開催の「ご当地ゆるキャラグランプリ」では、全国865体中187位（北海道内35体中6位）の好成績を収めており、翌2013年（平成25年）の「ゆるキャラグランプリ2013」ではさらに順位が上昇して173位を記録、総得票は前年の3倍となる14525ポイントを獲得した。
同2013年にはスズキ・アルトのテレビコマーシャルにおいて、日本全国のマスコットキャラクターが出演する「ご当地キャラ」編の北海道地区放送バージョンに登場。ほかの全国各地での放送分のバージョンにも多数のキャラクターの1人として登場しており、全国デビューを飾った。
同2013年から2015年にかけては、「ズームイン!!サタデー」（日本テレビ系）、「ザ!鉄腕!DASH!!」（同）などの全国系テレビ番組にも出演した。
デビュー当初は小樽市非公認であったが、知名度は高く、その活躍ぶりは「公式さながら」との声もあった。2016年（平成28年）に小樽観光協会によりその活躍が認められ、小樽観光協会推奨のご当地キャラクターに任命され、同年11月18日に任命式が行われた。
2021年（令和3年）3月には、小樽観光協会のウェブ配信による「月刊小樽自身」の創刊号の表紙に採用された。